# 松浦雅子
松浦 雅子（まつうら まさこ、1960年 - ）は、日本の映画監督・脚本家。
跡見学園女子大学文学部コミュニケーション文化学科教授。

## 経歴
石川県金沢市出身。思春期を金沢で過ごし、金沢大学附属高等学校を卒業。その後上京し、横浜国立大学教育学部卒業。大学在学中より、シナリオセンター、松竹シナリオ研究所でシナリオを学ぶ。大学4年生の時、松竹映画『シングルガール』の共同脚本として、脚本家デビュー。大学卒業後、東北新社CM本部に所属。CMディレクターとして演出家デビューする。当時は数少ない女性CMディレクターとして活躍、数百本のCM演出を手がけ、その名を知られる。
その後、CM演出をしながら映画脚本も書き続け、1995年の松竹映画『人でなしの恋』（阿部寛・羽田美智子主演）で脚本・監督デビュー。その後、サンダンス映画祭優秀脚本賞などを受賞し、本格的に映画界に進出。
フジテレビ『デボラがライバル』（吉川ひなの主演）、東宝映画『プラトニックセックス』（加賀美早紀・オダギリジョー主演）、『ダンボールハウスガール』（米倉涼子主演）などを監督。それまでは、旬のアイドルを起用した映画やCM演出が多かったが、2001年より、ミュージカルや舞台の構成・演出にも進出する。
2002年には、元宝塚歌劇団トップスターの真琴つばさによる音楽劇『コントラスト』の構成演出を、アートスフィアにて成功させる。この他、音楽プロモーションビデオや短編映画も数多く手がけ、そのほとんどのオリジナル脚本も執筆している。
作風はCMディレクター出身ならではのスタイリッシュな映像と、細やかな女性心理の描写で知られる。近年は、ピンクリボン活動を始め、映画『MAYU～ココロの星』では、乳がんと闘う実在の女性をモデルに映画の脚本・監督を務め、全国を上映・講演で回る。

## 劇場映画
- シングルガール（1983年、共同脚本）主演桃井かおり
- 人でなしの恋（1995年、脚本・監督）主演 阿部寛　羽田美智子（東京国際映画祭正式出品作品）
- デボラがライバル（1997年、監督）主演　吉川ひなの 谷原章介（東京国際女性映画祭出品）
- ダンボールハウスガール（2001年、脚本・監督）主演　米倉涼子
- プラトニックセックス（2001年、監督）主演　加賀美早紀　オダギリジョー
- MAYU〜ココロの星（2007年、脚本・監督）主演　平山あや

## その他の作品
NTT、docomo、グリコ、日立製作所、ロート製薬、Pana Home、ロッテ、三菱電機、JAL、トヨタ、コーセー、カネボウなど。CM演出歴は、数百本以上に上る。
1. 短編映画「いつかそうであったような」（脚本・監督）主演:内山理名
2. 短編映画「時間の国のアリス」（脚本・監督）　　　 主演:深田恭子
3. 短編映画「あなたへの月」（脚本・監督）　　　　　 主演:平山あや
4. 音楽劇「コントラスト」真琴つばさ　（構成演出）　'02（アートスフィア）
5. ミュージカル「エディットピアフ」（原案・構成）　'04（アートスフィア）
6. TOKIO PV「Love & Peace」

## 受賞歴
- 脚本「イエローの森」で、シネマ100サンダンス国際賞・優秀賞受賞。

## 参考
- 日本映画監督協会